# Chetogena floridensis
Chetogena floridensis är en tvåvingeart som beskrevs av Townsend 1916. Chetogena floridensis ingår i släktet Chetogena och familjen parasitflugor. Inga underarter finns listade i Catalogue of Life.